# Frank Miklós (pap)
Frank Miklós (Budapest, 1924. május 23. – München, 2010. szeptember 28.) katolikus pap, a Caritas Internationalis főtitkára, a Magyar Karitász újjászervezője és országos igazgatója, Frank Miklós balneológus fia és Frank Ödön higiénikus unokája.

## Élete

### Kezdetek
Budapesten született dr. Frank Miklós ismert balneológus és dr. Pogány Alice fogorvos gyermekeként. Fivére Frank Adorján. Iskolai tanulmányait a Márvány utcai elemi iskolában és a budapesti Piarista Gimnáziumban végezte. Aktív cserkész volt, már iskolás korától jól beszélt németül és franciául. (Később megtanult folyékonyan angolul és olaszul is.) Papi hivatása már a gimnáziumi évek alatt kialakult; egyúttal tudatosult benne, hogy a visszacsatolt erdélyi egyházmegyében kíván szolgálni. Így 1942-ben felvételét kérte a Nagyváradi egyházmegyébe mint kispap, és ott kezdte el teológiai tanulmányait.

### Emigrációs évek
A háború alatt tanulmányait részben Szatmáron és Váradon, részben Szegeden végezte, míg 1946-ban Schaeffler János püspök elküldte Rómába, ahova kalandos módon jutott el. Onnan Innsbruckba helyezték át tanulmányai folytatására. 1950-ben szentelték pappá. A tiroli Lansba helyezték lelkészként. Ezenkívül 1956–57-ben intenzíven foglalkozott az osztrák menekülttáborokban levő magyar menekültekkel, és 1959-ig az innsbrucki magyar gimnáziumban tanított latint és hittant. 1959-ben, az iskola bezárásával, áthelyezték Rómába, ahol befejezte doktorátusát és egyházjogi licenciátus szerzett. 1963–1973 között a római, illetve olaszországi magyarok lelkésze volt. 1965-ben a Caritas Internationalishoz került mint helyettes főtitkár és az európai osztálynak vezetője; 1976-ban áthelyezték Freiburgba mint a szervezet elnökének személyes referensét. Ugyanakkor az elzászi magyarok lelkészeként működött.
1967-ben, a biafrai háború alatt, a Caritas Internationalis, más egyházi segélyszervezetekkel együtt, légihidat szervezett Sao Tomé e Principe bázisról a körülzárt Biafráig, hogy enyhítse az éhező lakosság szenvedésit. Frank atya feladata volt a kapcsolattartás a nemzetközi újságírókkal, akiket többször elkísért a veszélyes légi úton.
1983-tól, miután lejárt a Caritasszal a szerződése, felvállalta a Szabad Európa Rádió magyar egyházi adásának szerkesztőségét, és átköltözött Münchenbe, ahol egyúttal az ottani Jó Pásztor nővérek lelki gondozásával foglalkozott, és a nyugati katolikus Életünk című folyóiratnak rendszeres munkatársa és szerkesztőbizottsági tagja volt. Több írása jelent meg a Katolikus Szemlében is. Ekkor a Máltai lovagrenddel kapcsolatos feladatai is nőttek. 1976-ban belépett a rendbe mint magisztrális káplán, és a Magyar Máltai Lovagok Szövetsége németországi delegációjának vezető káplánja volt. Ebben a szerepben rendszeresen vezetett lelkigyakorlatokat, lelki vezetést és zarándoklatokat.

### Magyarországon: a Magyar Karitász újjászervezése
1990-ben a Magyar Katolikus Püspöki Kar felkérte a Magyar Karitász újjászervezésére. Tíz éven keresztül irányította ezt a munkát, bejárva az ország összes püspökségét és sok plébániát, ahol széleskörű ismeretterjesztést és érzékenyítést végzett egy modern karitászszervezet céljairól és működéséről.  Sikerült a Magyar Karitászt bevezetni a nemzetközi hálózatba: 1992-ben már Budapesten szervezték a Caritas Europa közgyűlését, ahol először találkoztak a nyugat-európai és a feléledt kelet-európai szervezetek. A Magyar Karitász elkezdett részt venni nemzetközi katasztrófák utáni segítőakciókban, először 1994-ben a ruandai népmészárlás után, 2004-ben már jelentős mértékben a dél-ázsiai cunami után. 2000-ben visszavonult, utóda Nagy Károly atya lett. 
Állandó lakóhelye München maradt, ahonnan havonta egy vagy két hétre utazott Budapestre. Élete utolsó éveiben kizárólag lelkipásztorkodással és írással foglalkozott. Mérlegelte, hogy végleg visszatelepszik egy budapesti idősek otthonába, amikor 2010-ben egy autóbalesetben megsérült, és a szövődmények miatt pár hónap múlva egy müncheni kórházban meghalt. 
Erdő Péter bíboros mint a nyugat-európai magyar egyházközségek kiemelkedő egyéniségére emlékezett meg Frank atyáról részvétnyilvánításában.

## Kitüntetései
- Magyar Köztársaság Pro Caritate emlékérem, 1994
- Pápai prelátus, 1999
- A Magyar Köztársasági Érdemrend tiszti keresztje, 2001
- Máltai Lovagrend Kápláni Nagykeresztje, 2004